# Anders Lundorph
Anders Lundorph (født 17. marts 1975, København, død 4. marts 2022) var en dansk teaterinstruktør og radio drama-instruktør. Lundorph var uddannet i Dansk og Teatervidenskab på Københavns Universitet i 2000 og som sceneinstruktør på Rose Bruford College of Speech and Drama i London i 2004. Lundorph var ansat som husinstruktør på Radio Drama på DR i årene 2005-2010. Siden da instruerede Lundorph radio i Danmark og Sverige. I 2013 instruerede Lundorph readioserien Borgen: Outside the Castle på BBCs Radio 4. Lundorph arbejdede som freelance-instruktør på scener i hele Danmark, men havde særlig tilknytning til Aarhus Teater, Københavns Musikteater og Eventministeriet på Det Kongelige Teater, hvor han især lavede teaterversioner af klassiske film og tv-udsendelser. Lundorph modtog en Reumert Talentpris i 2008 for forestillingen Kopftot på Cafe Teatret, og hans forestilling Boys Don't Cry vandt en Reumert Særpris i 2014. I 2015 instruerede Lundorph sin første revy, Ganløse Revyen.

## Forestillinger
Lundorph har blandt andet instrueret:
- The Blazing World på Mungo Park, 2015.
- Falling Down på Eventministeriet, Det Kongelige Teater, 2015.
- Boys Don't Cry på Eventministeriet, Det Kongelige Teater, 2014.
- Deadline på Grob, 2014.
- Love and Information på Odense Teater, 2013.
- Den Vantro på Svalegangen, 2012.
- Har-Har-Har De set min Kone? på Eventministeriet, Det Kongelige Teater, 2012.
- Fanø på Svalegangen, 2012.
- Drømmenes Rige på Det Flydende Teater, 2011.
- Hundesvømning på Folketeatret, 2011.
- Othello på Republique, 2011.
- Hvem myrdede Regitze Rio? på Skuespilhuset, 2009.
- Darwins Testamente på Aarhus Teater, 2009.
- Pieta på Aarhus Teater, 2009.
- Villa Requiem på Københavns Musikteater, 2009.
- 6 P LR K? på Teatret STTV, 2008.
- Kopftot på Café Teatret, 2008.

## Links
- Anders Lundorphs hjemmeside (Webside ikke længere tilgængelig)

 Der er for få eller ingen kildehenvisninger i denne artikel, hvilket er et problem. Du kan hjælpe ved at angive troværdige kilder til de påstande, som fremføres i artiklen.